# Shitou Xiqian
Shitou xiqian (700-790) (en chinois traditionnel 石頭希遷, Wade-Giles : Shih-t'ou Hsi-ch'ien ; jap. : Sekitō Kisen) était un maître bouddhiste chinois Chán (jap.: Zen) du viiie siècle. Il est l'auteur du Sandokai, un des textes fondamentaux du zen Sōtō ainsi que du Chant de l'ermitage d'herbes.
Il fut l'élève de Huineng, le sixième patriarche du chan en Chine, puis de Qingyuan Xingsi, à qui il succéda comme huitième patriarche du chan chinois selon la tradition Caodong. Cette école fait d'ailleurs remonter sa lignée Shítóu Xīqiān.
On dit que toutes les branches existantes du Zen à travers le monde descendent soit de Shitou Xiqian, soit de son contemporain Mazu Daoyi.

## Biographie
On trouve les détails de la vie de Shítóu dans les biographies traditionnelles. On situe en général sa vie entre 700 et 790. Il est né dans le comté de Gaoyao dans le Guangdong avec le nom de famille Chen.
Très jeune, il est devenu un élève du sixième patriarche du chan, Huineng (jap. Enô), pendant une courte période avant la mort de ce dernier. Shítóu devint plus tard un disciple du successeur de Huineng, Qingyuan Xingsi (jap. Seigen Gyōshi). Après être devenu, à son tour, le successeur de Xingsi, Shítóu résida et enseigna au temple Nantai sur le mont Nanyue Heng au Hunan. Là, il vécut dans une hutte bâtie sur rocher plat qui se trouvait dans les terrains de ce monastère. De là lui est venu le nom de Shítóu, «Tête de pierre»,.
Après sa mort, il a reçu le nom posthume honorifique de Wuji Dashi (無際 大師).

### Reliques
L'emplacement actuel des reliques de Shitou a été l'objet d'affirmations disputée et contestées. On trouve une momie sur le mont du Temple de Sekito au Japon qui serait celui de Shítóu. Diverses sources japonaises affirment que c'est un voyageur japonais qui a sauvé cette momie d'un incendie dans un temple du Hunan, pendant le chaos de la rébellion qui a renversé la dynastie Qing (1911–1912). Selon plusieurs sources chinoises, la momie a été volée par les forces japonaises pendant la Guerre sino-japonaise de 1937-1945.
Le chercheur James Robson soutient, lui, que l'on dispose de peu de preuves que le corps de Shitou ait été momifié, et que les restes enchâssés au temple Sekito sont probablement ceux d'un autre moine, mais également appelé Wuji.

## Écrits
On attribue à Shítóu la paternité de deux poèmes bouddhistes zen célèbres: le Sandokai, qui offre une vision globale de l'unité et de la diversité; et le Chant de l'ermitage d'herbes est un hymne à une vie solitaire de méditation,.

## Influence
Shítóu est aussi un patriarche important pour les écoles Fayan et Yunmen, deux autres lignes des Cinq maisons du Chan.
Selon le chercheur Mario Poceski, Shítóu ne semble pas avoir été influent ou célèbre de son vivant : « C'était un maître peu connu, menant une vie recluse avec relativement peu de disciples. Pendant des décennies après la mort de Shitou, sa lignée est restée une obscure tradition provinciale. »
L'importance rétrospective de Shítóu doit beaucoup à l'importance de Dongshan Liangjie (jap. Tôzan Ryôkai, ixe siècle), troisième successeur dans sa lignée, qui fut un maître très influent et l'un des deux enseignants d'après lesquels l'école Caodong a pris son nom,.
Le Sandokai est un des textes fondamentaux du zen Sōtō, et il est chanté quotidiennement dans les temples zen à travers le monde.
| Les écoles formées à partir de Huineng                                         | Les écoles formées à partir de Huineng                                         | Les écoles formées à partir de Huineng                           | Les écoles formées à partir de Huineng                  |
| Huineng (638-713) jap. Enô                                                     | Huineng (638-713) jap. Enô                                                     | Huineng (638-713) jap. Enô                                       | Huineng (638-713) jap. Enô                              |
| ------------------------------------------------------------------------------ | ------------------------------------------------------------------------------ | ---------------------------------------------------------------- | ------------------------------------------------------- |
| Qingyuan Xingsi (660-740) jap. Seigen Gyôshi                                   |                                                                                |                                                                  |                                                         |
| Shitou Xiqian (700-790) jap. Sekitô Kisen                                      |                                                                                |                                                                  |                                                         |
| Tianhuang Daowu (748-807) (Jap. Tennō Dago)                                    | Tianhuang Daowu (748-807) (Jap. Tennō Dago)                                    | Yaoshan Weiyan (ca.745-828) (Jap. Yakusan Igen)                  | Yaoshan Weiyan (ca.745-828) (Jap. Yakusan Igen)         |
| Longtan Chongxin (8th/9th century) (Jap. Ryūtan Sōshin)                        | Longtan Chongxin (8th/9th century) (Jap. Ryūtan Sōshin)                        | Yunyan Tansheng (780-841) (Jap. Ungan Donjō)                     | Yunyan Tansheng (780-841) (Jap. Ungan Donjō)            |
| Deshan Xuanjian (782-865) (Jap. Tokusan Senkan)                                | Deshan Xuanjian (782-865) (Jap. Tokusan Senkan)                                | Dongshan Liangjie (807-869) (Jap. Tōzan Ryōkai)                  | Dongshan Liangjie (807-869) (Jap. Tōzan Ryōkai)         |
| Xuefeng Yicun (822-908)(雪峰 义 存) (WG: Hsüeh-feng I-ts'un. Jpn: Seppō Gison) | Xuefeng Yicun (822-908)(雪峰 义 存) (WG: Hsüeh-feng I-ts'un. Jpn: Seppō Gison) | Caoshan Benji (840-901) (Ts'ao-shan Pen-chi, Jpn. Sōzan Honjaku) | Yunju Daoying (d.902) (Yün-chü Tao-ying, Jpn. Ungo Dōyō |
| Jingqing Daotu (ca.863-937) (WG: Ching-ch'ing Tao-fu. Jpn: Kyōsei Dōfu)        | Yunmen Wenyan (864-949) (WG: Yün-men Wen-yen. Jpn: Ummon Bun'en)               | École Caodong                                                    | 8 générations                                           |
| Xuansha Shibei (835-908)                                                       | Dongshan Shouchu (910-990)                                                     |                                                                  | Eihei Dôgen                                             |
| Luohan Guichen (867-928)                                                       | École Yunmen                                                                   |                                                                  | École Sôtô                                              |
| Fayan Wenyi (885-958)                                                          |                                                                                |                                                                  |                                                         |
| École Fayan                                                                    |                                                                                |                                                                  |                                                         |

### Traductions
- Le chant de l'ermitage d'herbes, Traduction Éric Rommeluère, 2008. [lire en ligne (page consultée le 6 mai 2021)]
- Éric Rommeluère, Les fleurs du vide : anthologie du bouddhisme Soto Zen, Paris, Bernard Grasset, 1995, 230 p. (ISBN 978-2-246-51141-0)

### Études
- (en) Ben Connely (préf. Taignen Dan Leighton), Inside the Grass Hut: Living's Shitou Classic Zen Poem, Somerville (MA), Wisdom Publications, 2014, 224 p.   (ISBN 978-1-614-29121-3)
- (en) Mario Poceski, Ordinary Mind as the Way. The Hongzhou School and the Growth of Chan Buddhism, Oxford, Oxford University Press, 2007 (ISBN 978-0-19-531996-5).